# On an Island (cântec)
On an Island este a doua și totodată piesa de titlu de pe cel de-al treilea album solo al lui David Gilmour, On an Island. A fost lansată pentru a prefața apariția albmului, cu câteva săptămâni înainte de lansarea oficială a discului. Cântecul este bazat pe o noapte petrecută de Gilmour pe insula Greacă, Kastelorizo dar este și despre amintirea și onorarea celor trecuți în neființă. Ca și întreg albumul, melodia a fost cântată live în timpul turneului lui David din 2006 și apare și pe DVD-ul Remember That Night.